# Grossglockner Resort
Grossglockner Resort est le nom commercial donné à un domaine skiable situé dans le Tyrol oriental, en Autriche.
Il est constitué des domaines skiables de Matrei in Osttirol et de Kals am Großglockner. Ceux-ci sont reliés depuis le 8 décembre 2008 l'un à l'autre, au sommet du Cimaross (2 421 m). L' Adler Lounge, bâtiment moderne à l'architecture guère traditionnelle, y a été construite en 2008 et offre la possibilité de s'y restaurer et dormir. La mention sur le bâtiment d'une altitude de 2 621 m est de fait erronée.
Le nom du domaine provient de la montagne voisine, le Grossglockner, qui est à 3 798 m d'altitude le point culminant de l'Autriche. La station communique aussi sur le fait que 63 sommets environnants de plus de 3 000 m seraient visibles depuis le domaine.
Avec 110 km et 2 200 ha de pistes, il s'agit de l'un des plus vastes domaines skiables d'Autriche, et du plus vaste du Tyrol oriental. Les remontées mécaniques y sont en grande majorité très modernes et offrent un débit horaire suffisant pour éviter toute file d'attente.
Les horaires d'ouverture des remontées mécaniques, de 08h30 à 16h30, y sont de fait plus étendus (1h au total) que dans la majorité des stations voisines.
Le domaine est membre des regroupements de stations de ski TopSkiPass Kärnten & Osttirol et Ski)Hit.